# Kivilampi (sjö i Pieksämäki, Södra Savolax)
Kivilampi är en sjö i kommunen Pieksämäki i landskapet Södra Savolax i Finland. Arean är 35 hektar och strandlinjen är 4,78 kilometer lång. Sjön  ingår i Vuoksens huvudavrinningsområde.   Den ligger omkring 74 kilometer norr om S:t Michel och omkring 280 kilometer nordöst om Helsingfors. 
Kivilampi ligger nordöst om Pohjois-Vuorijärvi. 